# 懷特鎮區 (密蘇里州梅肯縣)
懷特鎮區（英語：White Township）是位於美國密蘇里州梅肯縣的一個行政鎮區。

## 地方資料
懷特鎮區的面積為93.69平方千米，當中陸地面積為93.53平方千米，而水域面積為0.16平方千米。根據2020年美國人口普查的數據，當地共有人口216人，而人口密度為每平方千米2.31人。